# Stazione (Montale)
Stazione è una frazione del comune di Montale, in provincia di Pistoia.

## Geografia fisica
Il paese è situato al confine con il comune di Agliana, a circa 3 km dal centro di Montale e 8 km da Pistoia, e si sviluppa tra la ferrovia e il torrente Bure, affluente dell'Ombrone pistoiese.

## Storia
L'abitato era precedentemente noto come Santa Lucia de' Fabroni, ma si è sviluppato in maniera significativa a partire dal XIX secolo dopo la costruzione della stazione ferroviaria, assumendo l'attuale denominazione. Qui erano situati antichi mulini risalenti al XVII secolo e non più presenti.

## Monumenti e luoghi d'interesse

### Architetture religiose
- Chiesa di San Giacomo, detta anche di San Iacopo, si tratta di una moderna chiesa parrocchiale della frazione, consacrata il 1º marzo 1981. La parrocchia di Stazione conta circa 1 600 abitanti.[2]
- Cappella di Sant'Antonio, cappella della Villa Sozzifanti, nota anche come Selva Vecchia. Attualmente versa in stato di abbandono.
- Tabernacolo di Stazione, piccola edicola votiva situata nel paese, risale al XIX secolo.

### Architetture civili
- Villa Sozzifanti, detta anche di Selva Vecchia, o Selvavecchia, è una storica villa padronale situata nei pressi dell'omonimo parco presso la frazione. Nel suo complesso si trova la cappella dedicata a sant'Antonio.

## Infrastrutture e trasporti
A Stazione è situata la stazione ferroviaria che Montale ha in comune con Agliana, denominata appunto Montale-Agliana, sulla linea Firenze-Lucca.